# Santos (Fußballspieler)
Santos (* 17. März 1990 in Campina Grande; voller Name Aderbar Melo dos Santos Neto) ist ein brasilianischer Fußballspieler.

## Karriere

### Allgemein
Geboren wurde Santos in Campina Grande im Bundesstaat Paraíba. Mit elf Jahren zog er mit seinen Eltern in die Kleinstadt Cabaceiras, ca. 180 km von der Hauptstadt João Pessoa. Sein Vater arbeitete als Landwirt und Fischer, seine Mutter als Näherin, um Santos und seine sieben älteren Geschwister zu ernähren. In dem Ort begann er auf den Straßen und in der Schule das Fußballspielen. Seine Trainer vermittelten ihn zu Klubs seiner Geburtsstadt, u. a. dem FC Treze, wo er aber nur zwei Monate blieb, um 2006 zu seinem ersten Jugendklub nach Caruaru zu gehen.

### Verein

#### Athletico Paranaense
Santos’ erster Fußballklub wurde der CA do Porto, bei welchem er in den Nachwuchsmannschaften antrat. Bei der Copa São Paulo de Futebol Júnior 2008 fiel er den Scouts von Athletico Paranaense auf (zu der Zeit noch unter der Schreibweise Atletico Paranaense). Noch im selben Jahr wechselte er nach Curitiba. Mit Athletico konnte er schnell seine ersten Titel im Jugendbereich gewinnen. 2010 stand der Spieler erstmals in einem Erstligaspiel im Profikader des Klubs. Am 7. Oktober, dem 28. Spieltag der Série A 2010, saß er im Heimspiel gegen den CR Vasco da Gama auf der Reservebank. 2011 stattete der Klub ihn dann mit einem Profivertrag aus. Im selben Jahr erhielt er seinen ersten Einsatz als Profi. In der Copa Sudamericana 2011 trat sein Klub in der zweiten Runde in den Wettbewerb ein und traf hier auf den CR Flamengo. In beiden Spielen wurde Santos als erster Torhüter eingesetzt.
Nachdem Athletico in der Série A 2011 einen enttäuschenden 17. Platz belegte (Santos saß 16 Mal auf der Reservebank, ohne Einsatz), musste er für 2012 in die Série B absteigen. In der Série B 2012 kam Santos dann zu seinem ersten Ligaspiel. Am 11. November, dem vorletzten Spieltag, trat sein Klub beim Mitkonkurrenten um dem Aufstieg dem Criciúma EC an. Dieses blieb in dem Jahr sein einziges Spiel. Zum Start in die Saison 2013 war er in der Staatsmeisterschaft von Paraná Stammtorhüter. Athletico hatte in der Série B 2012 den dritten Platz belegt und damit die Qualifizierung zur Série A 2013. Trotz guter Leistungen in der Staatsmeisterschaft wurde Santos in der Meisterschaft wieder nur Reservetorhüter. Er kam aber durch eine Einwechselung zu seinem ersten Spiel in der obersten Liga Brasiliens. Am 20. Oktober, dem 30. Spieltag, wurde im Auswärtsspiel beim Goiás EC in der 26. Minute für Wéverton eingewechselt.
Nachdem Wéverton 2018 zum SE Palmeiras wechselte, konnte sich Santos als Stammtorhüter etablieren. Nach dem Titelgewinn in der Copa Sudamericana 2018, wurde er in das Dream Team des Turniers gewählt. Im September 2019 konnte er sich über den nächsten Titel freuen. Im Copa do Brasil 2019. In den Finalspielen konnte man sich gegen den SC Internacional mit 1:0 und 2:1 durchsetzen.
Am 30. Oktober 2021 bestritt er sein 250. Spiel für Athletico. Und im November des Jahres erfolgte der Sieg in der Copa Sudamericana 2021, wo er auch wieder in die Auswahlmannschaft gewählt wurde. Im April 2022 wurde bekannt, dass Santos zu Série A Konkurrenten Flamengo wechseln wird. Als er Athletico verließ, hatte er wettbewerbsübergreifend 258 Spiele für den Klub bestritten.

#### Flamengo
Am 3. April 2022 wurde der Spieler als neuer Torhüter von Flamengo vorgestellt. Die Ablösesumme betrug ca. 3 Millionen Euro. Der Kontrakt erhielt eine Laufzeit bis Dezember 2025.
Sein Debüt bei Flamengo gab Santos am 12. April 2022 in der Gruppenphase der Copa Libertadores 2022 im Heimspiel gegen den Club Atlético Talleres aus Argentinien. In der Série A kam er am 14. Spieltag das erste Mal zum Zuge, zuhause gegen América Mineiro am 26. Juni 2022. In der Saison 2022 kam er aufgrund einer Oberschenkelverletzung nicht in allen Spielen zum Einsatz, konnte mit Flamengo aber trotzdem den Sieg in der Copa do Brasil 2022 und der Copa Libertadores feiern. Nach der Austragung der Spiele um die Staatsmeisterschaft von Rio de Janeiro 2023 wurde der Argentinier Jorge Sampaoli neuer Trainer von Flamengo. Im Zuge der Série A 2023 verlor er seinen Platz als Stammspieler an Matheus Cunha, welcher dann selbst durch Sampaolis Landsmann Agustín Rossi ersetzt wurde.

### Fortaleza
Anfang Januar 2024 wurde der Wechsel von Santos zum Fortaleza EC offiziell bekannt gegeben. Der Kontrakt erhielt eine Laufzeit über drei Jahre. Am 14. Januar bestritt er in der Copa do Nordeste 2024 sein erstes Spiel für den Klub. Drei weitere in dem Turnier folgten. Den Rest der Saison kam er zu keinen Einsätzen.
Ende Januar 2025 ging Santos auf Leihbasis zu Athletico Paranaense zurück. Die Leihe wurde auf zwei Jahre bis zum zeitgleichen Vertragsende bei Fortaleza.

### Nationalmannschaft
2019 wurde Santos vom Nationaltrainer Tite in die Fußballnationalmannschaft für Freundschaftsspiele im Oktober gegen Senegal und Nigeria berufen. Bei den Spielen saß er lediglich auf der Reservebank sowie auch im November bei den Spielen gegen Argentinien und Südkorea. Bei den Qualifikationsspielen zur Fußball-Weltmeisterschaft 2022 stand Santos von 2020 bis 2022 fünf Mal im Kader. Er befand sich auch auf der Liste von 55 Kandidaten, die für die Teilnahme an der WM der FIFA gemeldet wurden, erhielt aber keine Einladung in den 26-köpfigen Kader.
Im Juni 2021 wurde Santos in den Kader der Olympiaauswahl für das Fußballturnier der Olympischen Sommerspiele 2021 berufen. Am Ende des Turniers konnte die Auswahl die Mannschaft Spaniens im Finale mit 2:1 besiegen und Santos die Goldmedaille feiern.

## Erfolge
U-23 Nationalmannschaft
- Olympiasieger: 2021

Athletico Paranaense
- Staatsmeisterschaft von Paraná: 2016, 2018, 2019, 2020
- Copa Sudamericana: 2018, 2021
- Copa Suruga Bank: 2019
- Copa do Brasil: 2019

Flamengo
- Copa do Brasil: 2022
- Copa Libertadores: 2022

Fortaleza
- Copa do Nordeste: 2024

## Auszeichnungen
- Auswahlmannschaft Copa Sudamericana: 2018, 2021
- Prêmio Craque do Brasileirão, Torwart: 2019